# Half of a Yellow Sun
Half of a Yellow Sun es una película dramática de ficción histórica anglo-nigeriana de 2013 dirigida por Biyi Bandele y basada en la novela del homónima de Chimamanda Ngozi Adichie. La película sigue a dos hermanas atrapadas en el estallido de la guerra civil de Nigeria. Está protagonizada por Chiwetel Ejiofor, Thandie Newton, Onyeka Onwenu, Anika Noni Rose, Joseph Mawle, Genevieve Nnaji, OC Ukeje y John Boyega. Se estrenó en la sección de presentación especial del Festival Internacional de Cine de Toronto 2013.

## Sinopsis
La historia inicia el primer Día de la Independencia de Nigeria, el 1 de octubre de 1960, y concluye al final de la guerra civil de Nigeria en 1970. La ficción se entremezcla con material de archivo de las transmisiones de noticias de televisión sobre eventos políticos en Nigeria.
Después de completar su educación universitaria en el Reino Unido y Estados Unidos, las gemelas Olanna (Thandie Newton) y Kainene (Anika Noni Rose) regresan a Nigeria. Su padre es el jefe igbo Ozobia (Zack Orji), un rico hombre de negocios que posee activos en Port Harcourt. Rechazando la oferta matrimonial del ministro de Finanzas Festus Okotie-Eboh, Olanna decide mudarse con su amante, el profesor revolucionario Odenigbo (Chiwetel Ejiofor), que enseña en la universidad de la ciudad nigeriana de Nsukka. Mientras tanto, Kainene se hace cargo de los intereses familiares, sigue una carrera como empresaria, y se enamora de Richard Churchill (Joseph Mawle), un escritor inglés.
En la Universidad de Nsukka, Olanna encuentra trabajo como profesora de sociología y se hace amiga del criado de Odenigbo, Ugwu (John Boyega). Sin embargo, se enfrenta a la hostilidad de la madre de Odenigbo, "Mama" (Onyeka Onwenu), que desconfía de la ella y la considera una bruja. Desaprobando la relación de su hijo con Olanna, "Mama" le da alcohol a Odenigbo y hace arreglos para que su sirvienta Amala (Susan Wokoma) tenga una aventura de una noche con él. Devastada, Olanna quiere romper la relación, pero su tía Ifeka (Gloria Young) la convence de regresar a Nsukka.
Olanna y Odenigbo se reconcilian y aceptan criar a la pequeña hija de Amala como su propia hija. Después de pelear con Kainene, Richard regresa a Londres. Mientras espera en el aeropuerto, es testigo de cómo los soldados del norte de Nigeria matan a civiles igbo en el período previo a la guerra civil de Nigeria. Mientras tanto, Olanna se ve envuelta en un motín racial y apenas escapa con vida. A medida que aumentan las tensiones étnicas, Olanna y su familia huyen de Kano y se reubican en Abba, Biafra. Después de reconciliarse con "Mama", Olanna decide quedarse en Nigeria y casarse con Odenigbo.
Mientras Biafra declara su independencia, Richard regresa de Londres para trabajar con Kainene, quien importa armas a Biafra. Los enfrentamientos obligan a Olanna y su familia a evacuar a Umuahia. Durante la recepción de la boda, Olanna y su familia escapan por poco de un bombardeo nigeriano. A medida que avanza la guerra civil, se trasladan a un campo de refugiados donde se reúne con su hermana Kainene, quien ha cambiado su vida y ahora ayuda a administrar el campo de refugiados. 
Con el campo de refugiados quedándose sin suministros debido a la guerra, Kainene decide viajar al territorio nigeriano para comerciar con los campesinos locales a pesar de las advertencias de Odenigbo. Pasan varios días y Kainene no regresa. Tras la derrota de Biafra, Richard continúa su búsqueda de Kainene mientras Olanna, Odenigbo, Ugwu y "Baby" reconstruyen sus vidas.
Al final se menciona que nunca se encontró a Kainene mientras Richard regresó a Nsukka. Olanna y Odenigbo permanecieron casados durante casi cincuenta años mientras Ugwu se convirtió en escritor. Su hija Chiamaka (conocida como "Baby") se convirtió en médica.

## Elenco
- Chiwetel Ejiofor como Odenigbo
- Thandie Newton como Olanna
- Onyeka Onwenu como Madre de Odenigbo
- Genevieve Nnaji como Sra. Adebayo
- OC Ukeje como Aniekwena
- Anika Noni Rose como Kainene
- Joseph Mawle como Richard
- John Boyega como Ugwu
- Susan Wokoma como Amala
- Hakeem Kae-Kazim como Capitán DUTSE
- Rob David como Charles
- Babou Ceesay como Okeoma
- Gloria Young como la tía Ifeka
- Wale Ojo como Jefe Okonji
- Tina Mba como la Sra. Ozobia
- Zack Orji como Jefe Ozobia

## Producción
Half of a Yellow Sun se filmó durante cinco semanas en Tinapa Studio, Calabar y Creek Town, Nigeria. Bandele enumera la malaria y la fiebre tifoidea como uno de los principales desafíos del rodaje, pues varios miembros del elenco y el equipo se enfermaron, incluida Thandie Newton.
La autora del libro del cual fue adaptada la película, Adichie, mencionó estar feliz con el producto final, pues era "hermoso y muy bien hecho". También dijo que las actuaciones eran muy buenas y que "le encantó el hecho de que se filmó en Nigeria", que era su único requisito.

## Recepción
Recibió una recepción mixta de los críticos. Tiene una calificación agregada del 51% en Rotten Tomatoes basada en 53 revisiones, con una calificación promedio de 5.53 sobre 10. El consenso del sitio afirma "Si bien no hace justicia al material original, Half of a Yellow Sun adapta la novela de Chimamanda Ngozi Adichie con interpretaciones comprometidas y matices narrativos". Leslie Felperin, de The Hollywood Reporter, escribe que "es el tipo de adaptación literaria ambiciosa que quiere todo tipo de formas, no todas compatibles" y "el guión está plagado de grandes diálogos expositivos". Nollywood Reinvented dice que no es tan buena como el libro, pero señala que "aunque la película no recrea las emociones del libro, crea sus propias emociones". También dice "Se basa en escenarios, actores, actores secundarios y música increíbles", pero los personajes carecen de profundidad. Peter Bradshaw de The Guardian di 2 de 5 estrellas y también comentó que "hay una calidad sincera" pero "en ocasiones, parece más una pieza teatral filmada".